# Tissu mou
Un tissu mou est un tissu de soutien extra-squelettique, comme le tissu adipeux, les tendons, les ligaments, les fascias, la peau.. (tissus conjonctifs mous) et les tissus musculaires, les vaisseaux sanguins et les nerfs (tissus non conjonctifs).

## Pathologie

### Tumeurs
Les tumeurs des tissus mous sont très nombreuses et peuvent être bénignes ou malignes (Sarcome des tissus mous).
Leur différenciation cellulaire est très variée, par exemple fibreuse ou fibroblastique, adipeuse (adipocytaire), cartilagineuse, osseuse, nerveuse...